# Kiri (territorium)
Kiri är ett territorium i Kongo-Kinshasa. Det ligger i provinsen Mai-Ndombe, i den västra delen av landet, 500 km nordost om huvudstaden Kinshasa.